# Sagui-de-cara-branca
O sagui-de-cara-branca ou sagui-da-cara-branca (nome científico: Callithrix geoffroyi), também genericamente designado massau, mico, saguim, sauí, sauim, soim, sonhim, tamari e xauim, é uma espécie de macaco do Novo Mundo da família dos calitriquídeos (Callitrichidae) e gênero calitrix (Callithrix), endêmico do Brasil, principalmente nos estados de Minas Gerais e Espírito Santo.

## Etimologia
Sagui, sauí, sauim (a partir de sauhim, de 1817), xauim, soim e sonhim derivam do tupi sa'gwi ou sa'gwĩ. Saguim, por sua vez, originou-se no aportuguesamento histórico do mesmo termo tupi, ou seja, çagoym (de 1511), que depois evoluiu para a forma atual em 1587. Tamari tem provável origem tupi, enquanto massau tem origem obscura. Por fim, mico originou-se, possivelmente através do espanhol, na extinta língua cumanagota do Caribe e significa "mono de cauda longa".

## Taxonomia e Evolução
Juntamente com outras espécie do "Grupo Jacchus", era considerado como subespécie de sagui-de-tufo-branco (Callithrix jacchus), entretanto, vários autores o consideram como uma espécie separada. Dados moleculares também corroboram a hipótese de que o sagui-de-cara-branca é uma espécie propriamente dita. Filogenia baseada em morfometria de crânios coloca essa espécie como muito aparentada ao sagui-de-tufos-pretos (Callithrix penicillata), do qual inclusive é conhecido a produção de híbridos em áreas de contato entre as duas espécies.
A espécie surgiu de forma relativamente recente, com dados genéticos sugerindo uma divergência entre sagui-de-tufo-branco e sagui-de-cara-branca há apenas 500 mil anos.

## Distribuição Geográfica e Hábitat

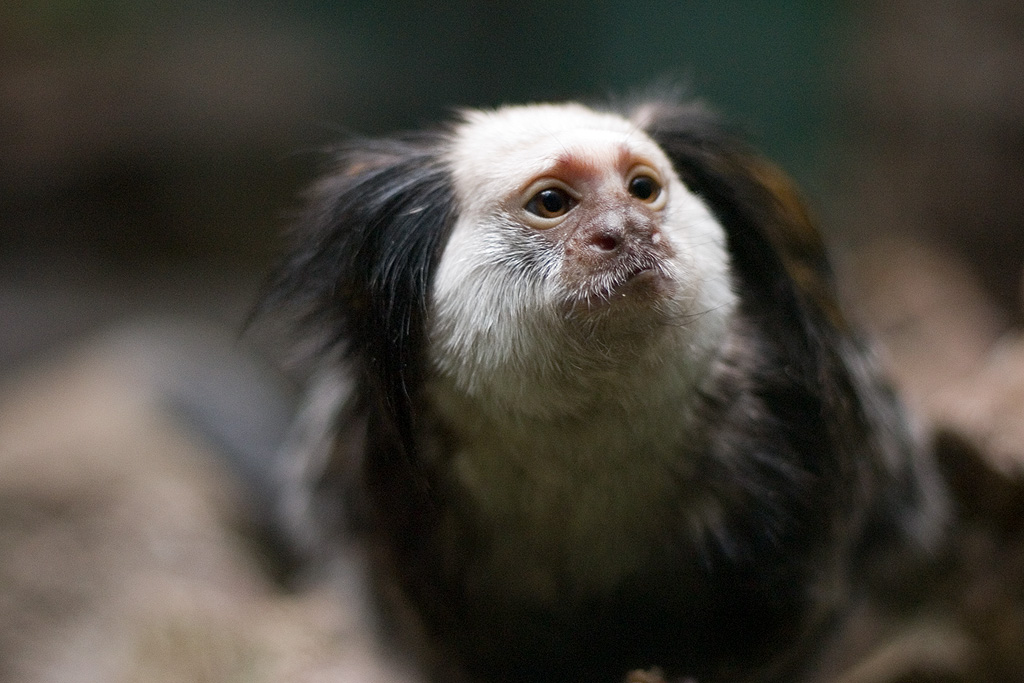
O sagui-de-cara-branca ocorre nos fragmentos de Mata Atlântica no leste do Brasil.

É a espécie do gênero Callithrix que ocorre no Espírito Santo e em áreas florestadas de Minas Gerais, com sua distribuição limitada ao norte, pelos rios Jequitinhonha e Araçuaí, ocorrendo, em seu limite sul até a divisa com o estado do Rio de Janeiro. Sua área de distribuição se sobrepõe a de Sagui-da-serra-claro (Callithrix flaviceps), no sul do Espírito Santo, entretanto, o sagui-de-cara-branca não ocorre em altitudes superiores 700 m. Apesar disso, existem registros de bandos com ambas espécies a uma altitude de 800 m e híbridos em altitudes intermediárias.
É encontrado em áreas de floresta úmida, como florestas de terras baixas e sub-montanas, mas também é encontrado em florestas de galeria na Caatinga, ao norte do rio Jequitinhonha. É tolerante a ambientes perturbados e não está restrito a habitats primários.